# اوسر روتورن
اوسر روتورن (به لاتین: Äusser Rothorn) یک کوه در سوئیس است که در کانتون وله واقع شده‌است. اوسر روتورن ۳٬۱۴۷ متر بالاتر از سطح دریا واقع شده‌است.